# Sotigui Kouyaté
Sotigui Kouyaté (Bamako, 19 de julio de 1936 - París, 17 de abril de 2010), considerado un referente de la cultura africana en Europa y América, fue un griot, actor, director, narrador, músico y futbolista de relevancia internacional del África Occidental. Primer actor de Burkina Faso, fue el padre del director Dani Kouyaté (*1961,) que lo dirigió en el film Keïta, l’héritage du griot y del actor y narrador Hassane Kassi Kouyaté (*1964). Perteneció al grupo étnico de los Mandinka y a la tradición oral del clan Keita cuyos orígenes de remontan al siglo XIII.

## Trayectoria
Su nombre significa El sabio del escenario. Perteneciente a una ilustre familia de griots de la tradición oral del antiguo Imperio Malí que incluye genealogistas, cantantes, actores, historiadores; apareció en más de sesenta películas y fue un actor favorito del director Peter Brook con quien actuó en La Tempestad, Hamlet, encarnó al místico sufi Tierno Bokar, y el espectáculo Mahábharata en el Festival de Aviñón en 1985.
Trabajó en películas de Bernardo Bertolucci, Amos Gitai, Jean-Claude Carrière y otros y dirigió una versión de Antígona de Sófocles con el grupo Mandeka, agrupación que fundó en 1996. 
Entre 1990 y 1996 Kouyaté realizó giras por Estados Unidos y Europa como La Voix du Griot.
En 2009, Kouyaté ganó el Oso de Plata del Berlinale por su trabajo en el film de Rachid Bouchareb, A la orilla del río o  London River, sobre los Atentados del 7 de julio de 2005 en Londres junto a Brenda Blethyn, muriendo en París al año siguiente de una afección pulmonar aguda.
Lo sobreviven su esposa suiza Esther Marty y cuatro hijos. Sus restos fueron inhumados en Uagadugú.
De joven integró el equipo de fútbol de su país, la Selección de fútbol de Burkina Faso.

## Filmografía selecta
- 1972: F.V.V.A.: Femmes Voitures Villas Argent de Mustapha Alassane.
- 1973: Toula ou le génie des eaux de Mustapha Alassane.
- 1983: Le Médecin de Gafiré de Mustapha Diop.
- 1983: Le Courage des autres de Christian Richard.
- 1986: Black Mic Mac de Thomas Gilou.
- 1988: Le Mahâbhârata de Peter Brook.
- 1991: IP5 - L'île aux pachydermes de Jean-Jacques Beineix.
- 1992: Golem, l'esprit de l'exil de Amos Gitai.
- 1994: En tránsito (Tombés du ciel) de Philippe Lioret.
- 1995: Le Maître des éléphants de Patrick Grandperret.
- 1996: La Plante humaine de Pierre Hébert.
- 1997: Keïta ! l'Héritage du griot de Dani Kouyaté.
- 1999: La Genèse de Cheick Oumar Sissoko.
- 2001: Little Senegal de Rachid Bouchareb.
- 2002: Sia, le rêve du python de Dani Kouyaté.
- 2003: Dirty Pretty Things de Stephen Frears.
- 2004: Genesis de Marie Perennou.
- 2005: Travaux, on sait quand ça commence... de Brigitte Roüan.
- 2005: L'Annulaire de Diane Bertrand.
- 2008: London River de Rachid Bouchareb.

## Documentales
- Sotigui Kouyate: A Modern Griot del director Mahamat-Saleh Haroun, 1996, 58 minutos